# 米爾頓·佛利民
米爾頓·佛利民（英語：Milton Friedman，1912年7月31日—2006年11月16日），美國著名經濟學家，芝加哥大学经济学教授、第二代芝加哥经济学派领军人物。佛利民以研究宏觀經濟學、微觀經濟學、經濟史、統計學、及主張自由放任資本主義而聞名，1976年取得諾貝爾經濟學獎，以表揚他在消費分析、貨幣供應理論及歷史、和穩定政策複雜性等範疇的貢獻，被譽為20世紀最重要且最具影响力的經濟學家之一。
佛利民是《資本主義與自由》一書的作者，在1962年出版，提倡小政府主義，將政府的角色最小化以讓自由市場運作，以此維持政治和社會自由。他的政治哲學強調自由市場經濟的優點，並反對政府的干預。他的理論成了自由意志主義的主要經濟根據之一，並且對1980年代開始治理美國的罗纳德·里根以及許多其他國家的經濟及貨幣政策有極大影響。

## 傳記
弗里德曼生於紐約市一個工人階級的猶太人家庭，父親是耶诺·绍尔·弗里德曼（Jeno Saul Friedman），母親是萨拉·埃特尔·兰道（Sarah Ethel Landau，1892年-？），兩人從奧匈帝國（今烏克蘭一帶）移居美國，在當地邂逅，曾在血汗工廠工作。傅利曼是家中第一个孩子，也是唯一的男孩。他的三個妹妹包括：蒂莉·F·弗里德曼（Tillie F. Friedman，1919年-？）、海伦·弗里德曼（Helen Friedman，1920年-？）和露丝·弗里德曼（Ruth Friedman，1921年-？）。高中時，佛利民父親逝世後，舉家搬到新泽西州的羅威市（Rahway）。
他16歲前完成高中，憑獎學金入讀拉特格斯大学。原打算成為精算師的佛利民最初修讀數學，但成績平平。1932年取得文學士，翌年他到芝加哥大學修讀碩士，1933年芝大碩士畢業。上第一堂經濟課時，座位是以姓氏字母編排，他緊隨一名叫羅斯（Rose Director）的女生之後。兩人6年後結婚，從此終生不渝。佛利民曾說他的作品無一不被羅斯審閱，更笑言自己成為學術權威後，羅斯是唯一膽敢跟他辯論的人.
畢業後，他曾為罗斯福新政工作以求糊口，批准了許多早期的新政措施以解決當時面臨的艱難經濟情況，尤其是新政的許多公共建設計畫。輾轉間他到哥倫比亞大學繼續修讀經濟學，研究計量、制度及實踐經濟學。返回芝加哥後，獲亨利·舒尔茨（Henry Schultz）聘任為研究助理，協助完成《需求理論及計算》論文。為美國國家經濟研究局工作時，他1940年曾完成一書，指醫生的壟斷局面導致他們的收入遠高於牙醫，引起局方爭議，令該書要在戰後始能出版。
佛利民在威斯康辛大學任教了一小段時間，但由於在經濟學系裡碰上了反犹主义者的阻撓而只得返回政府部門工作。
1941年至1943年，他出任美國財政部顧問，研究戰時稅務政策，曾支持凯恩斯主义的稅賦政策，並且協助推廣預扣所得稅制度。1943年至1945年在哥倫比亞大學參與Harold Hotelling及W. Allen Wallis的研究小組，為武器設計、戰略及冶金實驗分析數據。1945年，他與後來的諾貝爾經濟學獎得主喬治·斯蒂格勒到明尼蘇達大學任職，1946年他獲哥倫比亞大學博士學位，隨後回到芝加哥大學教授經濟理論，期間再為國家經濟研究局研究貨幣在商業周期的角色。這是他學術上的重大分水嶺。
在他的自傳中，佛利民曾描述1941至43年為羅斯福新政工作時，「當時我是一個徹底的凱恩斯主義者」。隨著時間過去，佛利民對於經濟政策的看法也逐漸轉變，他在芝大成立貨幣及銀行研究小組，藉著經濟史論家安娜·施瓦茨的協助，發表影響深的《美國貨幣史》鴻文。他在書中挑戰凱恩斯學派的觀點，抨擊他們忽略貨幣供應、金融政策對經濟周期及通脹的重要性。
他接著在芝加哥大學擔任經濟學教授，直至1976年退休。這30年裡他將芝大經濟系形塑成緊密而完整的經濟學派，力倡自由經濟，被稱為芝加哥經濟學派。在佛利民的領導下，多名芝加哥學派的成員獲得諾貝爾經濟學獎。他在1953年至1954年間以訪問學者的身分前往英國劍橋大學冈维尔与凯斯学院任教。從1977年開始佛利民也加入了斯坦福大学的胡佛研究所。佛利民在1988年取得了美國的國家科學獎章。
他在1980主持了名為「選擇的自由」的節目，並出版了同名的著作，使得他廣泛的被大眾認識。在節目中他以一支鉛筆說明自由市場的原理的片段，成為了他廣受歡迎的一段言論，至今在網路上依然可以見到其蹤影。
他通常反對政府干預的計畫，尤其是對於市場價格的管制，他認為價格在市場機制裡扮演調度資源所不可或缺的信號功能。在《美國貨幣歷史》一書中，他提出經濟大蕭條其實是政府對於货币供應管制不當所致。後來他在2006年說道：「你知道嗎？很奇怪的是為何人們仍以為是（富兰克林·德拉诺·）罗斯福的政策讓我們脫離了經濟大萧条。當時的問題是，你有一堆失業的機器和失業的人民，你怎麼能靠著成立產業壟斷集團和提升價格及工資來解決他們的問題？」
1992年獲諾貝爾經濟獎的盖瑞·贝克形容，佛利民可能是全球最為人認識的經濟學家，「他能以最簡單的語言表達最艱深的經濟理論」。他亦是極出色的演說家，能隨時即席演說，極富說服力。香港科技大學經濟發展研究中心主任雷鼎鳴形容弗里德曼思考快如閃電，據說辯論從未輸過。「無人敢說辯贏了他，因與他辯論過已是無限光榮，沒多少人能與他說上兩分鐘。」
佛利民于2006年11月16日在舊金山家中因心臟病發引致衰竭逝世，終年94歲。

### 家庭
米尔顿·弗里德曼的妻子罗斯·弗里德曼是經濟學家，其妻的兄長亚伦·戴雷科特是芝加哥大學的法律學教授、法律经济学的奠基人。佛利民育有兩名子女，包括女兒珍尼·佛利民及大衛·佛利民，大衛·弗里德曼是Santa Clara University法学院教授，是無政府資本主義學說的重要學者。米尔顿·弗里德曼的孙子Patri Friedman畢業於史丹福大學，2006年起在Google工作。

### 獎項
- 1951年： 約翰·貝茲·克拉克獎
- 1976年： 諾貝爾經濟學獎
- 1988年： 國家科學獎章
- 1988年： 總統自由勳章

## 學術貢獻
佛利民最知名的理論，是他提出的貨幣供給作为決定生產價值基準的因素，通貨膨脹在根本上源自於貨幣供給量的主張。货币主义是現代經濟學在貨幣數量理論的重要觀點之一，這種理論的根源可以追溯至16世紀西班牙的薩拉曼卡學派，佛利民的貢獻則是現代化了這種理論，將其推廣為現代經濟學的主流貨幣學說。他在1963年與安娜·施瓦茨合著的《美國貨幣史》一書中檢驗了美國歷史上貨幣供給和經濟活動之間的關聯。他們得出了驚人結論：貨幣供給一向是經濟活動起伏的唯一影響來源。又或者如同美国联邦储备系统的主席本·伯南克在2002年慶祝佛利民90歲生日時所描述的：「有關經濟大恐慌，你是正確的，我們（联邦储备系统）當時的確做錯了。我們真的很抱歉。」大衛·梅塞爾曼在1960年代進行的幾次研究顯示了貨幣供給在決定經濟投資、以及政府開銷在決定消費及生產總額上的角色是至高無上的。佛利民的觀察研究和一些學說進一步推展了這種結論，主張貨幣供給的改變是影響經濟生產的首要原因，但長期的影響則是由物價水準決定的。
佛利民對於消費層面的分析也相當知名，亦即他在1957年提出的恆常所得假說。這個理論被一些經濟學者視為是他在經濟學方法論上最重要的貢獻。他其他重要的貢獻還包括了對菲利普斯曲线的批評，以及他提出的失業率的自然比率的概念（1968年）。這些學說都與貨幣和金融政策在對經濟的長期及短期影響上有關。在統計學上，他則創造出了知名的佛利民測試。
佛利民的論文《實證經濟學的方法論》（The Methodology of Positive Economics，1953年）則替他稍後幾十年的研究方法論架構了模型，並且也成為了芝加哥經濟學派的主要框架之一。他主張經濟學身為一種學科，應該免於客觀的價值衡量。除此之外，一個經濟理論有用與否，不應該是以它對現實的描述（例如頭髮顏色）作為衡量標準，而是應該以它能否有效作為對未來情況的預測為基準。

## 政治觀點
佛利民是货币主义經濟學派的主要提倡者。他主張在通貨膨脹與貨幣供給之間有著一個緊密而穩定的連結關係，亦即通貨膨脹的現象應該是以聯邦儲備銀行對全國經濟提供的貨幣數量為基準；他強烈反對以金融政策作為需求管理的手段，並且主張政府在經濟上扮演的角色應該被嚴格限制。他亦深信經濟自由，最終將導致政治自由。

### 大萧条
在他各項主張中，影響最大的論說是對大蕭條的批判。他把大蕭條稱為「大緊縮」，主張30年代的全球經濟災難實是源於一場普通的金融風暴，由於聯邦儲備銀行的政策和管理失誤，錯誤的緊縮貨幣供給進一步惡化了這場風暴，最終演變成無法收拾的大恐慌。他主張經濟大恐慌並非“自由放任”造成的，反而是政府對市場過多的干預和管制造成的。
他描述當時美國政府在大恐慌前就已經對經濟進行了沉重的管制，而對銀行的管制造成銀行無法向市場上對貨幣的需求做出反應。而且，美國聯邦政府限制了貨幣兌換黃金的匯率，起初這種限制導致了大量黃金過剩，但之後這種限制又降的太低導致大量黃金流出美國。
佛利民認為這種無法對貨幣需求做出反應的限制造成銀行喪失了處理能力，在對黃金和貨幣的匯率進行限制的同時卻沒有修正通貨緊縮的壓力，結果導致了經濟大恐慌。他以這個論點進一步的主張，美國政府提升稅率的舉動造成了對民眾更大的傷害，接著又印製更多鈔票來償還債務（因此又導致通貨膨脹），這些失誤加起來便徹底摧毀了中產階級的儲蓄。
佛利民說道：「正是聯邦儲備銀行的舉動，將這場普通的經濟衰退—雖然可能是相當嚴重的一場，轉變為一次主要的經濟災難，而不是試著用它的力量來抵銷大衰退。1929年至1933年間貨幣供給減少了三分之一便是這場災難的開端... 大恐慌不但不是一場自由企業體制的衰退，反而是一場政府造成的悲劇。」佛利民的結論是政府應該停止對於貨幣和外匯市場的干預，這個理論衍生出了大量的經濟研究和爭論，同時也促生了後來國際間所採用的—自由浮動的汇率制度。
不過佛利民在宏觀經濟學上的理論很快便被淘汰了，如同他的朋友喬治·斯蒂格勒所描述的：「就像學界的傳統一樣，他並沒有獲得完全的勝利，這一部分是因為他的研究與後來的理性预期—亦即後來由同樣芝加哥大學出身的罗伯特·卢卡斯發展的新理論，是處於兩個不同的路線上。」佛利民在二戰時替美國財政部工作，並且在美國稅制的預扣所得稅制度設計上扮演了重要角色。

### 自由意志主義政策
佛利民也支持許許多多自由意志主義的政策，例如對於毒品和賣淫的合法化。除此之外，他也參與了尼克松政府的委員會，研究將美軍兵役改為僱傭/自願的制度，並且在1970年代廢除徵兵制的運動上扮演了重要角色。他後來將徵兵制的廢止視為是他最值得驕傲的成就。他並且在1981年擔任罗纳德·里根的經濟政策顧問。在1988年他取得了總統自由勳章以及國家科學獎章。他說他的政治觀點是自由意志主義的哲學，加入共和黨只是為了「一時的方便」（「我是一個帶小寫l的自由意志主義者與一個帶大寫R的共和黨員，大寫的R只是為了一時的方便，而不是在原則上的。」）不過他也說：「我相信我也能被稱為古典自由主義者。我其實不在乎我被稱為什麼，我比較注重於讓人們思考那些理想的本身，而不是我個人。」
佛利民最初提倡以負所得稅（Negative income tax）制度取代美國的福利制度，但稍後他則反對尼克森總統提出負所得稅性質的改革計畫，該計畫補貼率訂的太高，無法使領取津貼者有誘因去工作賺錢，背離了原先負所得稅的本意，佛利民批評該計畫的安排只不過是補充既有的體制而不能取代之，這次事件又使他成了新聞頭條。近年來佛利民大力提倡以教育券制度（school vouchers）作為公立和私立學校的學費補貼制度，他說：「美國需要的就是一個讓所有學生都能受益的教育券制度，這也能避免過度的管制。」他認為教育券制度能使私立學校挑戰公立學校的壟斷地位。
依據肯尼斯·邁諾格（Kenneth Minogue）和哈里·格爾維茨（Harry Girvetz）的說法，佛利民與弗里德里克·哈耶克兩人是促使古典自由主義在20世紀復甦的主要人物。在2005年，佛利民曾與其他500名經濟學家一起連署討論大麻合法化所能帶來的經濟利益。

### 學券制
1955年佛利民在《經濟學和公共利益》，首次提出把學校的管理和運作，從負責發放教育撥款的官僚手上釋放出來。在該制度下，家長會獲發一批學券，自行選擇學校，取得學券的學校將可憑此向政府拿取資源，以鼓勵學校改善教學質素，並將選擇權交回家長。不過，學券制遭到廣泛爭議，部分教師工會指控這是把教育商品化，影響教師鐵飯碗，又認為該政策違憲，改革一直未能落實。1996年他成立佛利民基金會（Milton and Rose Friedman Foundation），研究各地學券制成效，並向公眾宣揚學券制的優點和教育改革的迫切性。

### 其他
佛利民允許卡托研究所以他的名義從2001年開始頒發「米爾頓·佛利民自由獎」給對自由意志主義運動有重大貢獻的人士。他與妻子羅絲·佛利民一起創辦了佛利民基金會。另外，佛利民的兒子—大衛·佛利民繼承了他擁護自由市場的思想，但更進一步的採取極端的形式，支持無政府資本主義。

## 外訪

### 智利
公元2000年，美國中央情報局於11月13日公布了第三批，也是最后一批有關智利70年代初期政局的解密文件。從這次的解密文件中可以看出，美國情報機構在智利1973年發生的推翻民選總統萨尔瓦多·阿连德的軍事政變中曾秘密資助了政變的發動者。據這些解密文件顯示，美國在智利1973年9月11日軍事政變的前3周，決定拿出100萬美元作為反對阿連德勢力的活動資金。也正是由于美國情報機構的介入才導致了一場流血政變，阿連德本人最后也慘遭殺害。
當智利民選總統阿連德1973年被美國背後策劃的政變推翻後，相傳傅利曼本人曾擔任獨裁者皮諾契特的經濟顧問，但他本人則於 1991 年時否認此事，並稱僅曾到智利短暫旅行過，但是願意為他的學生在智利的作為共同承擔功過（share credit）。而他的數名學生在智利政府位居要職、協助開放市場及企業私有化；智利通脹此後雖然從1,000%逐步回落，但批評者質疑這是以極嚴重失業、食物供應短缺和企業破產的代價換來，民生為其改革蒙受了極大痛苦；在西方異議份子娜歐米·克萊因的震撼主義一書的批評下，揭露了大量傅利曼私有化主張下的嚴重官商勾結案例，造成了智利貧富嚴重不均的後果。此種震盪療法（或稱窒息療法）亦曾於不少前蘇聯東歐國家的經濟轉型中採行，同樣造成了極嚴重的官商勾結與擴大貧富不均的後果，令民生受到極大打擊。當傅利曼於1976年在瑞典領受諾貝爾經濟獎時，大量智利示威者激烈抗議，直至皮諾切特倒台後，他才說：「市場變得自由，最終也會為人民帶來自由。」在他眼中，經濟自由，最終將導致政治自由。

### 中國大陸
佛利民曾於1980、1988、1993年三度訪華，了解中國市場經濟改革。香港出版商将其他兩次中國之行及對中國問題的看法出版于《佛利民在中國》一書。
1980年他獲中國社會科學院世界經濟研究所邀請，就世界經濟、通貨膨脹、計劃經濟社會中市場的運作等問題發表演講。佛利民當時發現，人們往往對經濟問題幾乎一無所知，在一場講座中，一位副部長問：「在美國誰負責物資分配？」他建議這位副部長去芝加哥商品交易所看看，了解一下沒有中央分配者的經濟體製是怎樣運作的。他當時認為中國的市場改革仍有可能走回頭路。
1988年9月19日，佛利民在上海出席經濟會議後，於北京中南海紫光閣獲中國共產黨时任總書記趙紫陽接見。会谈从下午4:30至6:30历时两个小时，人民日报对此做了积极的报道。当时中国通货膨胀高达两位数，佛利民認為中國應通过严格控制发行货币和政府财政赤字，儘快開放價格管制“结束”通货膨胀 。
1993年10月，他最後一次重遊中國，與當時的中共中央總書記江澤民會面。除了北京和上海以外，他還訪問成都和重慶。
雖然佛利民的經濟改革建議並沒有直接在中國落實，价格双轨制一直到六四的刺激才结束，但1988年陪同佛利民訪華的張五常認為，國務院總理朱鎔基後來制訂的中國貨幣制度深受佛利民學說影響，較美國更優勝，一直在傳媒宣揚自由經濟學說的《壹週刊》社長楊懷康認為佛利民的思想，為近代國企私有化奠定基礎。早年佛利民兩名中國學生，都是國內金融貨幣理論的權威，一位是陳彪如，曾任上海華東師範大學經濟系主任；另一位是陳觀烈，生前曾任上海復旦大學經濟學院院長。

### 香港
佛利民1969年來港，與時任財政司的郭伯偉爵士相識，兩人均相信自由市場的無形之手，但香港的積極不干預政策，並非來自於佛利民。英國在香港實施自由港政策時，目的是要加強與中國的貿易，因此香港奉行簡單及低稅制、無外匯管制，亦無意插手商業營運，造就自由經濟體系。
在佛利民宣揚自由經濟學說時，常指香港是「自由經濟的最後堡壘」。他在其1980年著作《選擇的自由》中指：「如果想了解自由市場的真正運作，就應到香港去。」身為猶太人，他斷言如果以色列采用與香港相同的經濟政策，它在1994年的人口應該是實際的兩倍，而國民生產總值會是實際的4倍。
1995年，佛利民預測港元會在1997年回歸後的兩年之內消亡。
在佛利民四處宣揚，香港的簡單稅制及無外匯管制等即為世界所注視，而佛利民的學生在世界各經濟機構身居要職，進一步把「香港模式」的聲望推高。但回歸後，他多次質疑香港背離自由經濟原則，1998年爆發亞洲金融風暴，香港政府耗資千億入股市救亡，他猛烈批評香港政府「瘋狂」、欲將香港「公有化」。
2006年，在他病逝前40天，他在《亞洲華爾街日報》發表〈香港錯了〉（Hong Kong Wrong）一文，抨擊香港政府令「積極不干預」制度夭折，是香港的「悲哀」，令香港「不再是自由經濟的閃亮象徵」。在這篇評論文章發表前，香港時任特首曾蔭權曾公開表示放棄積極不干預政策，引起香港政、經界廣泛爭議。
直到病逝前一周，他再批評曾蔭權所辦的「幼稚園學券制」未經適當考慮，該政策原定不資助私立幼稚園學生，佛利民指此舉違背學券制增加競爭及提升學校質素的出發點。他回覆香港報章《南華早報》及《明報》訪問時指，政府應提供「普及學券」，令任何幼稚園小孩都受惠。

### 冰島
佛利民在1984年的秋天拜訪了冰島，在冰島大學與許多知名的當地學者會面並且進行演說，談論國家干預的暴政。他在8月31日參與了一場即時的電視辯論 （页面存档备份，存于），挑戰現場許多社會主義知識份子，包括了未來的總統奧拉維爾·拉格納·格里姆松。當他們向佛利民抱怨參與他在大學的演講必須繳交入場費時（而他也因此在冰島豎立了這一新制度），佛利民則回答道：當然許多之前的客座教授演講都沒有向聽眾收取費用，但是重要的問題在於，舉辦這些演講都需要一定的成本，這些錢如果不向出席的聽眾收取，難道要向沒有出席的大眾徵收嗎？佛利民說他認為向出席演講的人收取入場費，是非常合理的做法。接著佛利民參與了一場公開餐會，當一名冰島政府的冰島中央銀行官員出場時，主持人開玩笑的簡介道：「如果佛利民的政策在冰島被實踐，這個官員可能會丟掉工作。」佛利民則迅速回覆道：「不，你並不會失業。你只是會換去做一些對市場更有生產力的工作。」
佛利民的拜訪和演講對於冰島獨立黨產生極大影響，包括了後來在1991年成為總理的戴維·奧德森，奧德森在上任後立刻實行了激進的金融和財政穩定措施、大量的民營化、減少稅賦（包括將公司所得稅從45%減為18%）、引入捕魚業的漁場使用地帶權利、取消政府對於虧損企業的各種補助、自由化貨幣和資本市場的流動。依據加拿大的弗雷澤研究所（Fraser Institute）提出的經濟自由度指數，在1975年冰島被列為全球經濟自由第53名的國家，到了2004年已經大幅進步至第9名了。而依據傳統基金會的調查，冰島則是全世界經濟自由度第五名的國家，這一切都是在戴維·奧德森任職總理的13年半任期內帶來的改變。在2004年，冰島獨立黨的領導人蓋爾·哈爾德成為了冰島總理，他也跟從了類似奧德森的政策。

### 愛沙尼亞
雖然佛利民從沒有親自拜訪愛沙尼亞，他的《選擇的自由》一書對於當時年僅32歲、後來成為愛沙尼亞總理的馬爾特·拉爾產生極大影響，拉爾後來宣稱這本書是他在任職總理前唯一一本讀過的經濟學書籍。拉爾的改革經常被認為是促使愛沙尼亞成功從蘇聯式的經濟體制改革、發展至現在被譽為「波羅的海之虎」的主要原因。如同佛利民所一直提倡的，拉爾的主要改革之一便是引入平頭稅制度。拉爾在2006年獲得了卡托研究所頒發的米尔顿·弗里德曼自由奖。
也是因為拉爾對於佛利民理想的實踐，愛沙尼亞近年來在傳統基金會的經濟自由度指數上經常被列為是最自由的幾個國家之一。

## 普及經濟學
佛利民在1980年曾主持電視節目《自由选择》(Free to choose)，其後並與妻子羅絲·佛利民把節目內容合寫成書，他亦在《新聞周刊》撰寫專欄。多年來發表的政論無數，其中如「世上沒有免費午餐」成為一個年代的雋語：
- 「最大錯誤之一是，是不依政策和計畫的結果，而是依它們的意圖來評斷它們。」（One of the great mistakes is to judge policies and programmes by their intentions rather than their results. ）
- 「政府所提出解決問題的辦法，通常都跟問題本身一樣差勁。」(The government solution to a problem is usually as bad as the problem.)
- 「構成大多數反自由市場理論的，其實是對自由本身的不信任。」

## 批評
佛利民去世兩年後，金融海嘯衝擊全球經濟，不少人指責先前美國所奉行的自由放任經濟政策是海嘯成因之一，佛利民也被指難辭其咎。
而支持自由市場的经济学者则反驳说，次贷危机是政府干预的结果，并非是弗里德曼所提倡的自由放任的过错，因为酿成次贷祸根的房地美、房利美属于政府资助型企业（GSE, 美國政府贊助企業）。而政府这种干预正是弗里德曼反对的。

## 著作

### 一般書籍
- Roofs or Ceilings?: The Current Housing Problem 與喬治·斯蒂格勒. (Foundation for Economic Education, 1946), 22 pp. 批評政府施加的租金管制.
- 《資本主義與自由》 Capitalism and Freedom  ISBN 0-226-26401-7 (1962年)
- Social Security: Universal or Selective? 與Wilbur J. Cohen (1972年)
- 《世上沒有免費午餐》 There's No Such Thing as a Free Lunch (1975年)，《新聞周刊》專欄
- 《選擇的自由》 Free to Choose: A personal statement, 與羅絲·佛利民，(1980年).繁體中文版
- The Case for Overhauling the Federal Reserve, 1985, Challenge雜誌文章
- Economic Freedom, Human Freedom, Political Freedom ISBN 1-883969-00-X (1992年), 小書本
- The Drug War as a Socialist Enterprise,in Arnold S. Trebach, ed.  Friedman and Szasz on Liberty and Drugs: Essays on the Free Market and Prohibition (Drug Policy Foundation Press: 1992)
- George Stigler: A Personal Reminiscence, Journal of Political Economy Vol. 101, No. 5 (Oct., 1993), pp. 768–773 JSTOR （页面存档备份，存于）
- George J. Stigler, 1911-1991: Biographical Memoir, 1998, 在 National Academy of Science
- Money Mischief: Episodes in Monetary History ISBN 0-15-162042-3 (1994年)
- The Case for Free Trade，與羅絲·佛利民，1997年, Hoover Digest
- 《兩個幸運的人》Two Lucky People: Memoirs of Milton and Rose D. Friedman，與羅絲·佛利民，ISBN 0-226-26414-9 (1998). 簡體中文版 （页面存档备份，存于） 繁體中文版
- Reflections on A Monetary History The Cato Journal, Vol. 23, 2004年
- J. Daniel Hammond and Claire H. Hammond, ed., Making Chicago Price Theory: Friedman-Stigler Correspondence, 1945-1957. Routledge, 2006. 165 pp. ISBN 0-415-70078-7.

### 學術書籍及文章
- "Professor Pigou's Method for Measuring Elasticities of Demand From Budgetary Data" The Quarterly Journal of Economics Vol. 50, No. 1 (Nov., 1935), pp. 151–163 JSTOR
- "Marginal Utility of Money and Elasticities of Demand," The Quarterly Journal of Economics Vol. 50, No. 3 (May, 1936), pp. 532–533 JSTOR
- "The Use of Ranks to Avoid the Assumption of Normality Implicit in the Analysis of Variance," Journal of the American Statistical Association Vol. 32, No. 200 (Dec., 1937), pp. 675–701 JSTOR
- "The Inflationary Gap: II. Discussion of the Inflationary Gap," American Economic Review Vol. 32, No. 2, Part 1 (Jun., 1942), pp. 314–320 JSTOR
- "The Spendings Tax as a Wartime Fiscal Measure," American Economic Review Vol. 33, No. 1, Part 1 (Mar., 1943), pp. 50–62 JSTOR
- Taxing to Prevent Inflation: Techniques for Estimating Revenue Requirements (Columbia U.P. 1943, 236pp) with Carl Shoup and Ruth P. Mack
- Income from Independent Professional Practice with Simon Kuznets (1945), 佛利民的博士論文
- "Lange on Price Flexibility and Employment: A Methodological Criticism," American Economic Review Vol. 36, No. 4 (Sep., 1946), pp. 613–631 JSTOR
- "Utility Analysis of Choices Involving Risk" with Leonard Savage, 1948, Journal of Political Economy Vol. 56, No. 4 (Aug., 1948), pp. 279–304 JSTOR
- "A Monetary and Fiscal Framework for Economic Stability", 1948, American Economic Review, Vol. 38, No. 3 (Jun., 1948), pp. 245–264 JSTOR
- "A Fiscal and Monetary Framework for Economic Stability," Econometrica Vol. 17, Supplement: Report of the Washington Meeting (Jul., 1949), pp. 330–332 JSTOR
- "The Marshallian Demand Curve," The Journal of Political Economy Vol. 57, No. 6 (Dec., 1949), pp. 463–495 JSTOR
- "Wesley C. Mitchell as an Economic Theorist," The Journal of Political Economy Vol. 58, No. 6 (Dec., 1950), pp. 465–493 JSTOR
- "Some Comments on the Significance of Labor Unions for Economic Policy", 1951, in D. McC. Wright, editor, The Impact of the Union.
- "Commodity-Reserve Currency," Journal of Political Economy Vol. 59, No. 3 (Jun., 1951), pp. 203–232 JSTOR
- "Price, Income, and Monetary Changes in Three Wartime Periods," American Economic Review Vol. 42, No. 2, Papers and Proceedings of the Sixty-fourth Annual Meeting of the American Economic Association (May, 1952), pp. 612–625 JSTOR
- "The Expected-Utility Hypothesis and the Measurability of Utility", with Leonard Savage, 1952, Journal of Political Economy Vol. 60, No. 6 (Dec., 1952), pp. 463–474 JSTOR
- The Methodology of Positive Economics (1953)
- Essays in Positive Economics (1953)
- "Choice, Chance, and the Personal Distribution of Income," Journal of Political Economy Vol. 61, No. 4 (Aug., 1953), pp. 277–290 JSTOR
- "The Quantity Theory of Money: A restatement", 1956, in Friedman, editor, Studies in Quantity Theory.
- A Theory of the Consumption Function (1957)
- "A Statistical Illusion in Judging Keynesian Models" with Gary S. Becker, Journal of Political Economy Vol. 65, No. 1 (Feb., 1957), pp. 64–75 JSTOR
- "The Supply of Money and Changes in Prices and Output", 1958, in Relationship of Prices to Economic Stability and Growth.
- "The Demand for Money: Some Theoretical and Empirical Results," Journal of Political Economy Vol. 67, No. 4 (Aug., 1959), pp. 327–351 JSTOR
- A Program for Monetary Stability (Fordham University Press, 1960) 110 pp
- "Monetary Data and National Income Estimates," Economic Development and Cultural Change Vol. 9, No. 3, (Apr., 1961), pp. 267–286 JSTOR
- "The Lag in Effect of Monetary Policy," Journal of Political EconomyVol. 69, No. 5 (Oct., 1961), pp. 447–466 JSTOR
- Price Theory ISBN 0-202-06074-8 (1962), college textbook
- "The Interpolation of Time Series by Related Series," Journal of the American Statistical Association Vol. 57, No. 300 (Dec., 1962), pp. 729–757 JSTOR
- "Should There be an Independent Monetary Authority?", in L.B. Yeager, editor, In Search of a Monetary Constitution
- Inflation: Causes and consequences, 1963.
- "Money and Business Cycles," The Review of Economics and Statistics Vol. 45, No. 1, Part 2, Supplement (Feb., 1963), pp. 32–64 JSTOR
- A Monetary History of the United States, 1867-1960, with Anna J. Schwartz, 1963; part 3 reprinted as The Great Contraction
- "Money and Business Cycles" with A. J. Schwartz, 1963, Review of Economics & Statistics.
- "The Relative Stability of Monetary Velocity and the Investment Multiplier in the United States, 1898-1958", with D. Meiselman, 1963,  in Stabilization Policies.
- "A Reply to Donald Hester", with D. Meiselman, 1964
- "Reply to Ando and Modigliani and to DePrano and Mayer," with David Meiselman. American Economic Review Vol. 55, No. 4 (Sep., 1965), pp. 753–785 JSTOR
- "Interest Rates and the Demand for Money," Journal of Law and Economics Vol. 9 (Oct., 1966), pp. 71–85 JSTOR
- The Balance of Payments: Free Versus Fixed Exchange Rates with Robert V. Roosa (1967)]
- "The Monetary Theory and Policy of Henry Simons," Journal of Law and Economics Vol. 10 (Oct., 1967), pp. 1–13 JSTOR
- "What Price Guideposts?", in G.P. Schultz, R.Z. Aliber, editors, Guidelines
- "The Role of Monetary Policy." American Economic Review, Vol. 58, No. 1 (Mar., 1968), pp. 1–17 JSTOR presidential address to American Economics Association
- "Money: the Quantity Theory", 1968, IESS
- "The Definition of Money: Net Wealth and Neutrality as Criteria" with Anna J. Schwartz, Journal of Money, Credit and Banking Vol. 1, No. 1 (Feb., 1969), pp. 1–14 JSTOR
- 'Monetary vs. Fiscal Policy with Walter W. Heller (1969)
- "Comment on Tobin", 1970, Quarterly Journal of Economics
- "Monetary Statistics of the United States: Sources, methods. with Anna J. Schwartz, 1970.
- "A Theoretical Framework for Monetary Analysis," Journal of Political Economy Vol. 78, No. 2 (Mar., 1970), pp. 193-238 JSTOR
- The Counter-Revolution in Monetary Theory 1970.
- "A Monetary Theory of National Income", 1971, Journal of Political Economy
- "Government Revenue from Inflation," Journal of Political Economy Vol. 79, No. 4 (Jul., 1971), pp. 846-856 JSTOR
- "Have Monetary Policies Failed?" American Economic Review Vol. 62, No. 1/2 (1972), pp. 11-18 JSTOR
- "Comments on the Critics," Journal of Political Economy Vol. 80, No. 5 (Sep., 1972), pp. 906-950 JSTOR
- "Comments on the Critics", 1974, in Gordon, ed. Milton Friedman and his Critics.
- "Monetary Correction: A proposal for escalation clauses to reduce the cost of ending inflation", 1974
- The Optimum Quantity of Money: And Other Essays (1976)
- Milton Friedman in Australia, 1975 (1975)
- Milton Friedman's Monetary Framework: A Debate with His Critics (1975)
- "Comments on Tobin and Buiter", 1976,  in J. Stein, editor, Monetarism.
- "Inflation and Unemployment: Nobel lecture", 1977, Journal of Political Economy. Vol. 85, pp. 451-72. JSTOR
- "Interrelations between the United States and the United Kingdom, 1873-1975.", with A.J. Schwartz, 1982, J Int Money and Finance
- Monetary Trends in the United States and the United Kingdom: Their relations to income, prices and interest rates, 1876-1975.  with Anna J. Schwartz, 1982
- "Monetary Policy: Theory and Practice," Journal of Money, Credit and Banking Vol. 14, No. 1 (Feb., 1982), pp. 98-118 JSTOR
- "Monetary Policy: Tactics versus strategy", 1984, in Moore, editor, To Promote Prosperity.
- “Lessons from the 1979-1982 Monetary Policy Experiment, ” Papers and Proceedings, American Economic Association. pp. 397-401. (1984).
- "Has Government Any Role in Money?" with Anna J. Schwartz, 1986, JME
- "Quantity Theory of Money", in J. Eatwell, M. Milgate, P. Newman, eds., The New Palgrave (1998)
- "Money and the Stock Market," Journal of Political Economy Vol. 96, No. 2 (Apr., 1988), pp. 221-245 JSTOR
- "Bimetallism Revisited," Journal of Economic Perspectives Vol. 4, No. 4 (Autumn, 1990), pp. 85-104 JSTOR
- "The Crime of 1873," Journal of Political Economy Vol. 98, No. 6 (Dec., 1990), pp. 1159-1194 JSTOR
- "Franklin D. Roosevelt, Silver, and China," Journal of Political Economy Vol. 100, No. 1 (Feb., 1992), pp. 62-83 JSTOR

### 關於佛利民
- Chao, Hsiang-ke. "Milton Friedman and the Emergence of the Permanent Income Hypothesis" History of Political Economy 2003 35(1): 77-104. Issn: 0018-2702 Fulltext in Project Muse
- A.W. Bob Coats; "The Legacy of Milton Friedman as Teacher" Economic Record, Vol. 77, 2001
- Frazer, William. Power and Ideas: Milton Friedman and the Big U-Turn. Vol. 1: The Background. Vol. 2: The U-Turn. Gainesville, Fla.: Gulf/Atlantic, 1988. 867 pp.
- Hammond, J. Daniel. "Remembering Economics" Journal of the History of Economic Thought 2003 25(2): 133-143. Issn: 1042-7716; focus is on Friedman
- Hirsch, Abraham, and Neil de Marchi. Milton Friedman: Economics in Theory and Practice (1990) his methodology
- Jordan, Jerry L., Allan H. Meltzer,  Thomas J. Sargent and Anna J. Schwartz; "Milton, Money, and Mischief: Symposium and Articles in Honor of Milton Friedman's 80th Birthday" Economic Inquiry. Volume: 31. Issue: 2. 1993. pp 197+.
- Kasper, Sherryl. The Revival of Laissez-Faire in American Macroeconomic Theory: A Case Study of Its Pioneers (2002)
- Leeson, Robert, ed. Ideology and International Economy: The Decline and Fall of Bretton Woods (2003)
- Powell, Jim.  The Triumph of Liberty (New York: Free Press, 2000).  See profile of Friedman in the chapter "Inflation and Depression."
- Rayack; Elton. Not So Free to Choose: The Political Economy of Milton Friedman and Ronald Reagan Praeger, 1987; attacks Friedman's policies from the left
- Steindl, Frank G. "Friedman and Money in the 1930s" History of Political Economy 2004 36(3): 521-531. Issn: 0018-2702 lecture notes from his 1940 course show he did not criticize the Fed at that time, and did not emphasize money.
- Tavlas, George S. "Retrospectives: Was the Monetarist Tradition Invented?" Journal of Economic Perspectives 1998 12(4): 211-222. Issn: 0895-3309 Fulltext in JSTOR
- Stigler, George Joseph. Memoirs of an Unregulated Economist (1988)
- Wahid, Abu N. M. ed; Frontiers of Economics: Nobel Laureates of the Twentieth Century. Greenwood Press. 2002 pp 109–15.

## 延伸阅读
- . Econ Journal Watch. May 2013, 10 (2)  [2020-03-23]. （原始内容存档于2021-03-01）.
- McCloskey, Deirdre. . Eastern Economic Journal. Winter 2003, 29 (1): 143–46. JSTOR 40326463.
- Steelman, Aaron. . Hamowy, Ronald  (编). . Thousand Oaks, CA: SAGE; Cato Institute: 195–97. 2008. ISBN 978-1-4129-6580-4. LCCN 2008009151. OCLC 750831024. doi:10.4135/9781412965811.n118. （原始内容存档于2019-07-23） 使用|archiveurl=需要含有|url= (帮助). |chapter=被忽略 (帮助);
- Wood, John Cunningham, and Ronald N. Wood, ed. (1990), Milton Friedman: Critical Assessments, v. 3. Scroll to chapter-preview links. （页面存档备份，存于） Routledge.

## 外部連結
- 佛利民基金會 Portuguese Web Archive的存檔，存档日期2009-07-05
- 米爾頓·佛利民在豆瓣上的资料（简体中文）
- The Initiative on Chicago Price Theory
- "Best of Both Worlds", Reason雜誌訪問，Brian Doherty
- 佛利民以一支鉛筆說明自由市場的原理(中譯) （页面存档备份，存于）

### 佛利民介紹
- 佛利民網站
- 關於米爾頓·佛利民 （页面存档备份，存于）
- PBS 訪問，簡介與片段 （页面存档备份，存于）
- Video of September 3, 2000 BookTV 'In Depth' interview （页面存档备份，存于）
- 1976年諾貝爾經濟學獎，諾貝爾獎官方網站 （页面存档备份，存于）

### 文章
- March/April 1999 - The Business Community's Suicidal Impulse (talks about protectionism, bank regulation, privatized schooling, antitrust laws, bureaucracy, government burden)
- His view of the Chilean government （页面存档备份，存于）
- "Two Ideas of Freedom" by Said Shirazi 美國國會圖書館的存檔，存档日期2005-04-23 - A leftist critique of Friedman and Amartya Sen
- "Hong Kong Wrong" by Milton Friedman （页面存档备份，存于） - Hong Kong Wrong中文版